# Mario Scotoni
Mario Scotoni (Trento, 29 giugno 1883 – Trento, 25 ottobre 1958) è stato un giornalista italiano, commissario prefettizio di Levico dal 1927 al 1930 e podestà di Trento dal 1930 al 1938.
Come giornalista ha collaborato con giornali e riviste tra cui: Alto Adige, Annuario degli studenti trentini, Annuario SAT, Bollettino degli studenti trentini, Bollettino dell’alpinista, Gerarchia, Il Giornale di Trento, La Libertà, Trentino.
È stato socio ordinario dell'Accademia Roveretana degli Agiati dal 1935.